# Священные войны
Священные войны  — религиозные войны в Древней Греции.

## История
Священные войны  в древней Греции были связаны с существованием союза амфиктионов, имевшего религиозный характер и заключавшего некоторые элементы международного греческого права: все члены его давали клятву охранять неприкосновенность Дельфийского храма, соблюдать во время войны некоторые правила пощады, не нападать на соплеменников во время празднеств и так далее. Не исполнивший постановления союза амфиктионов являлся преступником против религии и подлежал наказанию. Штраф налагался самим судилищем, а выполнение приговора поручалось одному из племен, участвовавшему в союзе.
Известны четыре Священные войны:
- Первая Священная война (596—586 до н. э.) была предпринята афинянами, с Солоном во главе, против Крисы, в защиту дельфийцев. Война окончилась разрушением Крисы, проклятой амфиктионами.
- Вторая Священная война (около 448 г. до н. э.) произошла, когда фокейцы-демократы захватили заведование храмом. Спартанцы послали в Дельфы войско, и заведование храмом вновь было возвращено дельфийцам, хотя и ненадолго.
- Третья Священная война (355—346 до н. э.) — против фокейцев, ограбивших дельфийский храм. Самая известная.
- Четвёртая Священная война (339—338 до н. э.) — закончилась уже после битвы при Херонее.